# Nemakščiai
 Nemakščiai est un village situé dans l'Apskritis de Kaunas dans la région de Samogitie en Lituanie. En 2011, la population est de 748 habitants.

## Histoire

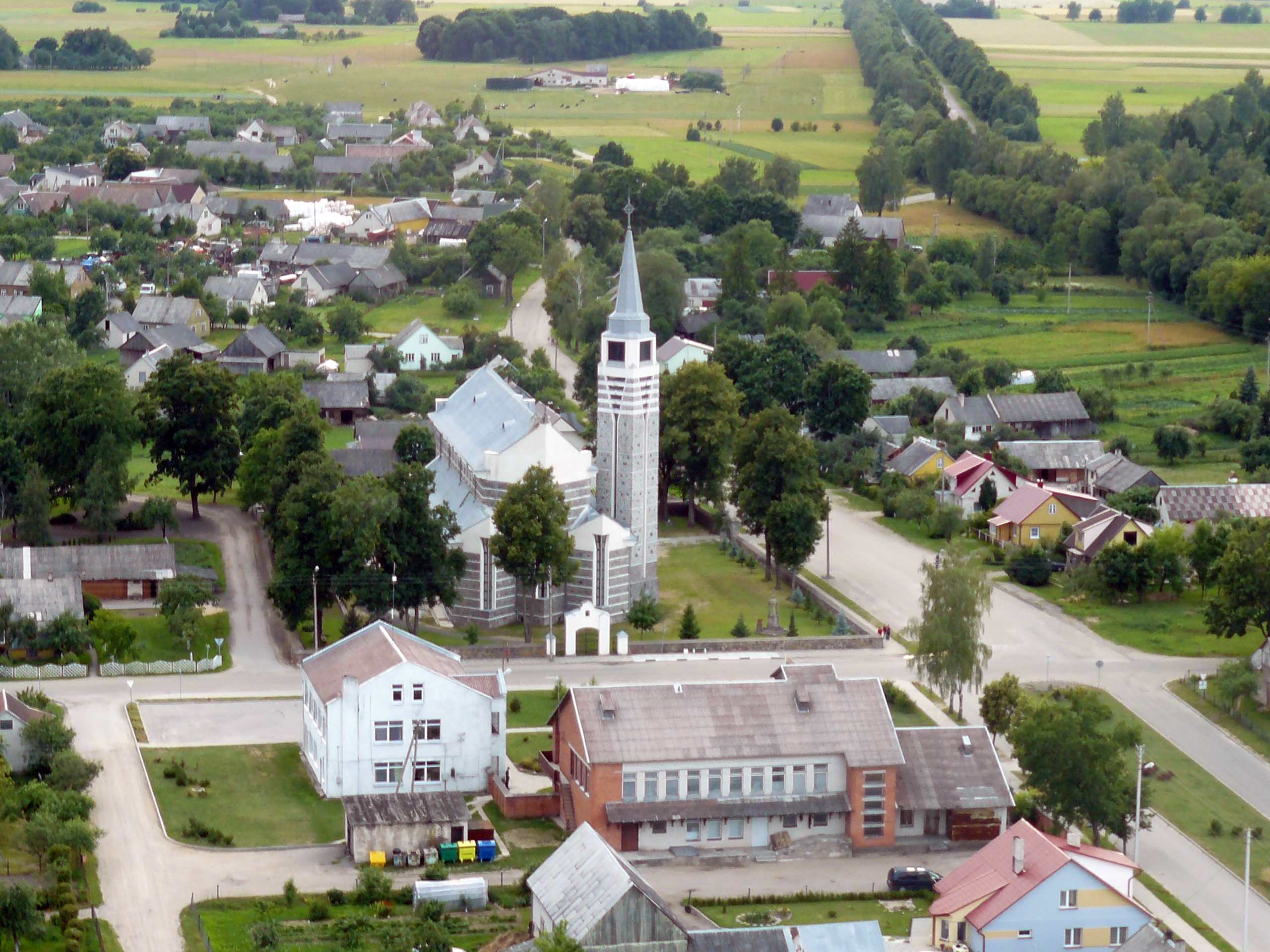
Vue aérienne du village de Nemakščiai

La population juive est historiquement importante dans le village avant la Seconde Guerre mondiale. En 1941, les juifs sont assassinés par un einsatzgruppen lors de différentes exécutions de masse. Le 22 août 1941, 340 femmes et enfants sont massacrés. Les hommes sont réduits aux travaux forcés dans la ville voisine de Viduklė où ils seront à leur tour assassinés.